# Ponera
Ponera es un género de hormigas de la subfamilia Ponerinae.

## Descripción
Este género es muy similar a los géneros Cryptopone, Hypoponera y Pachycondyla

## Biología
Los nidos de Ponera contienen menos de 100 trabajadoras en lugares protegidos en el suelo, con mayor frecuencia en el suelo o en grietas, madera podrida, bajo cortezas o musgo en troncos podridos.

## Distribución
Ponera es conocido en el Holártico, Samoa, Nueva Guinea y Australia.

## Especies
- Ponera affinis Jerdon, 1850
- Ponera alisana Terayama, 1986
- Ponera alpha Taylor, 1967
- Ponera atavia Mayr, 1868
- Ponera augusta Taylor, 1967
- Ponera bableti Perrault, 1993
- Ponera baka Xu, 2001
- Ponera bawana Xu, 2001
- Ponera bishamon Terayama, 1996
- Ponera borneensis Taylor, 1967
- Ponera chapmani Taylor, 1967
- Ponera chiponensis Terayama, 1986
- Ponera clavicornis Emery, 1900
- Ponera coarctata (Latreille, 1802)
- Ponera colaensis Mann, 1921
- Ponera diodonta Xu, 2001
- Ponera elegantissima Meunier, 1923
- Ponera elegantula Wilson, 1957
- Ponera exotica Smith, 1962
- Ponera guangxiensis Zhou, 2001
- Ponera incerta (Wheeler, 1933)
- Ponera japonica Wheeler, 1906
- Ponera Kohmoku Terayama, 1996
- Ponera leae Forel, 1913
- Ponera leptocephala Emery, 1891
- Ponera loi Taylor, 1967
- Ponera longlina Xu, 2001
- Ponera manni Taylor, 1967
- Ponera minuta Donisthorpe, 1920
- Ponera nangongshana Xu, 2001
- Ponera oreas Wheeler, 1933
- Ponera paedericera Zhou, 2001
- Ponera pennsylvanica Buckley, 1866
- Ponera pentodontus Xu, 2001
- Ponera petila Wilson, 1957
- Ponera pianmana Xu, 2001
- Ponera pumila Jerdon, 1851
- Ponera scabra Wheeler, 1928
- Ponera selenophora Emery, 1900
- Ponera sinensis Wheeler, 1928
- Ponera swezeyi Wheeler, 1933
- Ponera syscena Wilson, 1957
- Ponera sysphinctoides Bernard, 1950
- Ponera szaboi Wilson, 1957
- Ponera szentivanyi Wilson, 1957
- Ponera taipingensis Forel, 1913
- Ponera takaminei Tarayama, 1996
- Ponera tamon Terayama, 1996
- Ponera tenuis Emery, 1900
- Ponera testacea Emery, 1915
- Ponera woodwardi Taylor, 1967
- Ponera Xantha Xu, 2001
- Ponera xenagos Wilson, 1957
- Ponera yakushimensis Tanaka, 1974